# Arzon
Arzon (bret. Arzhon-Rewiz) to miejscowość i gmina we Francji, w regionie Bretania, w departamencie Morbihan.
Według danych na rok 1990 gminę zamieszkiwały 1754 osoby, a gęstość zaludnienia wynosiła 196 osób/km² (wśród 1269 gmin Bretanii Arzon plasuje się na 358. miejscu pod względem liczby ludności, natomiast pod względem powierzchni na miejscu 876.).